# ریشارد کومورنیتسکی
ریشارد کومورنیتسکی (لهستانی: Ryszard Komornicki؛ زادهٔ ۱۴ اوت ۱۹۵۹) بازیکن فوتبال اهل لهستان است.
از باشگاه‌هایی که در آن بازی کرده‌است می‌توان به باشگاه فوتبال گورنیک زابژه اشاره کرد.
وی همچنین در تیم ملی فوتبال لهستان بازی کرده‌است.